# ای‌وی‌جی
ای‌وی‌جی (انگلیسی: AVG) شرکت فناوری اطلاعات در جمهوری چک است، که در سال ۱۹۹۱ تأسیس شد.